# El teorema del lloro
El teorema del lloro (originalment i en francès: Le Théorème du Perroquet) és una novel·la de l'escriptor i historiador de la ciència francès Denis Guedj, publicada el 1998. La traducció al català es publicà per primera vegada l'any 2000.
És una novel·la de ficció amb intenció divulgativa, ja que fa un recorregut per la història de les matemàtiques explicant de manera senzilla els descobriments i avenços d'aquesta disciplina. Combina explicacions de matemàtiques reals amb problemes intrigants que s'integren perfectament a la trama.
La novel·la ha rebut una bona crítica i està especialment dirigida i recomanada a lectors que vulguin introduir-se en les matemàtiques.

## Argument
L'argument gira al voltant del propietari d'una casa al barri de Montmartre a París: el senyor Pierre Ruche, un vell bibliotecari que utilitza cadira de rodes. L'acompanyen en la novel·la Perrette, que treballa a la llibraria i viu amb ell, i els tres fills d'ella: un noi i una noia adolescents que són bessons i el Max, que és sord.
El Max duu a casa un lloro parlador dels encants, mentre que el senyor Ruche rep una col·lecció de llibres sobre matemàtiques d'un antic amic, que havia viscut durant dues dècades al Brasil sense mantenir el contacte amb ell.
El senyor Ruche s'anima a encetar una investigació matemàtica per desxifrar el misteri dels darrers missatges del seu vell amic, ara mort, i ho fa amb l'ajuda del Max, la Perrette i els bessons. El senyor Ruche liderarà una exploració, en la qual pendrà importància el lloro parlador, i recorrerà temes matemàtics com els nombres primers, els irracionals i els nombres sociables, entre molts altres, combinats amb les peripècies i viatges que un senyor vell amb cadira de rodes pot arribar a fer. Finalment, els queda per sempre el dubte sobre si el seu apreciat vell amic havia demostrat la conjectura de Goldbach.